# Воронинцы (Черкасская область)
Воронинцы (укр. Воронинці) — село в Чернобаевском районе Черкасской области Украины.
Население по переписи 2001 года составляло 480 человек. Почтовый индекс — 19935. Телефонный код — 4739.

## Местный совет
19934, Черкасская обл., Чернобаевский р-н, с. Мельники, ул. Ленина, 95